# 이봉규 (아나운서)
이봉규(1989년 2월 2일 ~ )은 대한민국의 CBS 아나운서다.

## 수상
- 2018년 보건복지부장관 표창

## 출연작
- 어떤가요 (라디오 프로그램)